# DIN 2345
Die DIN-Norm DIN 2345  war eine Qualitätsnorm für Übersetzungsaufträge.
Das DIN Deutsches Institut für Normung e. V. veröffentlichte 1996 eine neue Qualitätsnorm für die Übersetzungsbranche, die DIN 2345. Sie galt, mit einer Aktualisierung im April 1998, bis Ende 2006. Dann wurde sie ersatzlos zurückgezogen und durch die EN 15038 abgelöst, bis diese 2016 durch die ISO 17100 abgelöst wurde. Dabei handelt es sich um Normen, die die Qualität der Übersetzungen und die Zusammenarbeit zwischen dem Auftraggeber und dem Auftragnehmer regulieren.

## Inhalt
Die Übersetzungsnorm DIN 2345 gab Übersetzern und Übersetzungsbüros die Möglichkeit, eigenverantwortlich zu erklären, dass ihre erbrachten Dienstleistungen auf einer rechtlichen Grundlage beruhen.
Die in der Norm festgelegten Anforderungen bezogen sich auf die Auswahl des Übersetzers, die Zusammenarbeit zwischen den am Übersetzungsauftrag Beteiligten, die vorgangsbegleitende Dokumentation, den Ausgangstext, den Zieltext und die Prüfung von Übersetzungen.
Die Leistungserbringer hatten die Möglichkeit, sich zertifizieren zu lassen. Dadurch wurden die bis dahin unterschiedlichen Kriterien, die in jedem Büro als Maßstab galten, standardisiert.
Die Norm DIN 2345 bestand aus sieben Kapiteln, die den Anwendungsbereich, verwendete Begriffe, Ablauforganisation sowie den Prozess der Prüfung der Übersetzung beschreiben.
1. Anwendungsbereich: Die DIN 2345 legte die Anforderungen für Übersetzungsaufträge fest, die sich auf folgende Punkte beziehen: Ausgangstext, Zusammenarbeit zwischen den Beteiligten, Auswahl des Übersetzers, Ablauforganisation, Zieltext, Prüfung von Übersetzungen
2. Normative Verweise: Hinweis auf andere Normen, die bestimmen, wie man z. B. korrekt zitiert, Glossare erstellt und pflegt oder Dokumente strukturiert.
3. Definition allgemeiner Begriffe: In diesem Kapitel wurden Fachtermini wie Sprache, Referenztext, Text, muttersprachliche und fachsprachliche Kompetenz oder Übersetzung definiert.
4. Ablauforganisation: Der Kapitel „Ablauforganisation“ gliederte sich in folgende Abschnitte:
  1. Auswahl geeigneter Übersetzer
  2. Organisatorische Merkmale (Anfrage, Angebot, Termin, Liefertermin, Preis, Prüfung der Übersetzung durch einen anderen Übersetzer, Geheimhaltung, Nennung des Namens des Übersetzers),
  3. Inhaltliche Merkmale (Textfunktion und Zielgruppe, Sprachvarianten, Anpassung an die Zielkultur),
  4. Unterstützung durch den Auftraggeber,
  5. Weitergabe und Aufteilung der Übersetzung
5. Ausgangstext und Zieltext: Umgang mit den Fehlern im Ausgangstext, Vollständigkeit des Zieltextes, sprachliche Gestaltung sowie die Erstellung neuer, in der Zielsprache noch nicht existierender Terminologien.
6. Prüfung der Übersetzung: Die Übersetzung soll geprüft werden auf:
  1. Vollständigkeit
  2. inhaltliche und terminologische Richtigkeit
  3. Rechtschreibung und Grammatik
  4. Sprachgebrauch und Einhaltung der Vereinbarung mit dem Auftraggeber
7. Erklärung des Übersetzers: Der Übersetzer erklärt eigenverantwortlich, dass seine Übersetzungen auf der Grundlage der DIN 2345 angefertigt werden. Er kann die Registrierung durch DIN CERTCO beantragen.

## Kritik
Bei ihrem Erscheinen 1998 bot die DIN 2345 keine grundlegenden Neuerungen für professionell arbeitende Übersetzer und Übersetzungsdienstleister. Ihre Bedeutung lag vielmehr darin, Kriterien für die Auswahl qualifizierter Übersetzer, Anforderungen an die Zusammenarbeit von Auftraggeber, Übersetzungsdienstleister und Übersetzer, Aspekte des Informationsbedarfs der Übersetzer (Abschnitt „Unterstützung durch den Auftraggeber“) sowie Anregungen für die projektbegleitende Dokumentation in einem Referenzdokument anzubieten, auf das nun alle Beteiligten zur gegenseitigen Absicherung verweisen konnten.